# Marcel Barzin
Marcel Barzin (Dinant, 25 oktober 1891 - Brussel, 31 december 1969) was een Belgisch hoogleraar en senator.

## Levensloop
Marcel Barzin werd doctor in de wijsbegeerte en letteren (ULB) en hoogleraar aan zijn universiteit. Van 1950 tot 1953 was hij rector van de ULB.
Hij werd voor de PVV gecoöpteerd senator van 1965 tot 1968.
Hij was voorzitter van de Belgische Federatie van schaakspelers en was in 1931 Belgisch kampioen schaken.
Hij was getrouwd met Betty Barzin, een feministe die vele jaren een rubriek animeerde op de Franstalige Brusselse radio.

## Publicaties
- La logique contemporaine, Brussel, 1920
- La crise de l'idéologie libérale, in: Le Flambeau, 1926
- Cours de Logique, Luik, 1937
- La nature de la philosophie, in: Revue de l'Université de Bruxelles, 1950